# Objectives and Key Results
Dieser Artikel wurde aufgrund inhaltlicher und/oder formaler Mängel auf der Qualitätssicherungsseite des Portals Wirtschaft eingetragen. 
Du kannst helfen, indem du die dort genannten Mängel beseitigst oder dich an der Diskussion beteiligst.
Objectives and Key Results (OKRs) ist eine Methode zur agilen Strategieumsetzung, eine Zielmanagement-Methode und ein Management-System zur zielgerichteten Mitarbeiterführung. Es ist ein Framework zur Zielsetzung (Objectives) und Messung von Ergebniskennzahlen (Key Results).

## Details
Objectives and Key Results ist ein Rahmenwerk für modernes Management, das die einzelnen Aufgaben von Teams und Mitarbeitern mit Unternehmensstrategie, -plänen, und -vision verknüpft. Objectives und Key Results sollen objektiv feststellbar bzw. messbar sein und vom gesamten Unternehmen eingesehen werden können.
OKR teilt Ziele in qualitative Objectives und quantitative Key Results auf.
Objective
Wo will ich hin, bzw. was möchte ich erreichen?
Key Result
Wie messe ich den Fortschritt und das Ergebnis, den Nutzen, die Wirkung bzw. den Wertbeitrag?
Jedes Key Result muss per Definition eine Zahl enthalten, und das Objective wird über die Definition der angestrebten Key Results operationalisiert. Das Objective ist erreicht, wenn alle zugeordneten Key Results erreicht sind.
Für jeden Zyklus, typischerweise alle drei Monate werden die OKR im Unternehmen neu formuliert, zunächst auf Unternehmensebene, dann leitet davon jeder Unternehmensteil und anschließend jedes einzelne Team seine OKR ab. Der Grad der Zielerreichung (Score) und der Trend sowie der Grad der Zuversicht, das Ziel zu erreichen (Confidence Level), werden wöchentlich überprüft.
OKR sollen Unternehmen dabei helfen
- die Strategie iterativ, vortastend und lernend umzusetzen
- einen strukturierteren Zielvereinbarungsprozess zu gewährleisten
- die Erwartungen an die Ziele der Mitarbeiter zu spezifizieren und klären
- die unternehmensinterne Kommunikation durch Transparenz und Sichtbarkeit zu verbessern
- die Ziele und Ergebniskennzahlen durch die ganze Organisation zu verknüpfen.

### Besonderheiten
Da Google zu den wesentlichen Verbreitern der Methode gehört, haben sich einige Besonderheiten des Rahmenwerks verbreitet, die der konkreten Umsetzung des Suchmaschinenanbieters entspringen. OKR ist kein formal strenger Prozess, sondern ein Rahmenwerk, das sich je nach Unternehmenskontext anpassen lässt. Dennoch sind die Eckpfeiler dieses Rahmenwerks an sich alle wesentlich für den Erfolg von OKR.
- Ausschlaggebend sind ein greifbares Unternehmensleitbild sowie kurze und prägnante Jahresziele / Moals (Midterm Goals), die die OKR mit der Strategie des Unternehmens verbinden.
- Es liegen verschiedene OKR-Events vor, die den erfolgreichen Durchlauf des unternehmenseigenen OKR-Prozesses sichern: OKR Planning (hier werden die OKR des Unternehmens und der Teams definiert), Weekly OKR (wöchentliches kurzes Status Update), OKR Review (Statusmeeting am Ende des Zyklus) und die Retrospektive (systemische Sichtweise auf den vergangenen Zyklus und Verbesserungsoptionen).
- Die Ziele (Objectives) sind ambitioniert, aber in ihrer Umsetzung nur bedingt konkret, die Schlüsselergebnisse (Key-Results) sind messbar und klar beziffert (z. B. mit Prozentangaben von 0 bis 100 %).
- Objectives und Key-Results sind ergebnisorientiert, d. h. sie konzentrieren sich auf den Nutzen oder den Wertbeitrag (outcome) eines Ziels. Damit stehen sie im Unterschied zu Tasks/Aufgaben, welche sich auf den Output, zum Beispiel ein Produkt, fokussieren.
- Der Zeitrahmen eines OKR-Zyklus' liegt in der Regel zwischen zwei und vier Monaten, typischerweise bei drei Monaten.
- OKRs sind im gesamten Unternehmen transparent (also intern öffentlich einsehbar), um eine hohe Effizienz zu gewährleisten und Doppelarbeit zu verhindern. Hierzu werden alle OKRs des Unternehmens niedergeschrieben, veröffentlicht und die Key-Result-Messwerte sowie der daraus resultierende Score und Confidence Level stetig aktualisiert. Dies kann in Form von Listen, Dokumenten verschiedener Formate, Vorlagen oder mit Hilfe von OKR-Software erfolgen.
- Es wird ein Ergebniskorridor von in der Regel 70–90 % Zielerreichung anvisiert, eine regelmäßige Erreichung von 100 % kann aus nicht ausreichend ambitionierten Zielen stammen.
- Negative Zielerreichungen werden nicht sanktioniert, sondern als Datenpunkte zur Verbesserung zukünftiger OKRs betrachtet.
- Im Unternehmen sollte es verantwortliche Personen (OKR-Master, OKR-Champion, OKR-Ambassador, OKR-Business-Coach, …) geben, die OKR aktiv vorantreiben und für die Mitarbeiter als OKR-Coach, Experte, Prozesswächter und Facilitator sowie auch als Change Agent agieren.
- OKR ist keine Mitarbeiterbewertungsmethode, sondern ein moderner Managementansatz zur Zielerreichung.
- OKR ist nicht an ein Bonussystem gekoppelt, sondern setzt auf intrinsische Motivation.
- Konzepte, die in Zusammenhang mit OKR zum Einsatz kommen, sind der Moonshot Thinking- bzw. 10X-Thinking Ansatz und das SMART-Goal-Konzept.

### Vorteile
Anhänger der Methode schreiben OKR eine Reihe von Vorteilen bei der Strukturierung und dem Betrieb von Unternehmen zu:
- Unternehmensziele werden konkretisiert und an die Arbeitsinhalte einzelner Teams oder sogar Mitarbeiter gekoppelt.
- Die Unternehmensstrategie wird durch OKR konkretisiert und für alle Teams verständlich übersetzt, sowie in kürzere Perioden geteilt und kann so agil, vortastend und iterativ umgesetzt werden.
- Transparenz und Kommunikation im Betrieb werden gesteigert, Mitarbeiter wissen nicht nur was sie tun, sondern auch warum.
- Innerbetriebliche Abstimmungsprozesse werden beschleunigt.
- Intrinsische Motivation wird gefördert.
- Die Ressourcenplanung wird erleichtert.
- OKR ist einfach zu verstehen und lässt sich ohne komplizierte technische Infrastruktur implementieren.
- Unternehmen lernen, sich besser zu fokussieren, da es in der Regel nicht mehr als vier Objectives für das Unternehmen und je Team geben sollte.
- Unternehmen werden agiler, da sie auf Änderungen im Markt schneller reagieren können.
- Selbstorganisation und Einsatzbereitschaft der Teams werden gefordert und gefördert.

### Nachteile
Natürlich wird ein Rahmenwerk, eine Methode oder ein Modell, das viele Vorteile birgt, auch von Herausforderungen (die sich zu Schwächen entwickeln können) begleitet:
- Nutzt das Management OKR als „Kontrollinstrument“, so können Mitarbeiter ablehnend reagieren und die Potenziale von OKR werden nicht ausgeschöpft.
- Zu Beginn, während der Einführung von OKR, wird ein zusätzlicher Zeitaufwand benötigt.
- OKR benötigt die Einsatzbereitschaft und zeitliche Kapazitäten (vor allem der OKR Master).
- OKR erfordert eine entsprechende offene Unternehmenskultur und den Wunsch zur Veränderung in Richtung mehr Agilität.
- Die falsche OKR-Software kann zu Motivationsverlusten im Team, Zeitverschwendung, erhöhtem Arbeitsaufwand und Geschäftsunterbrechungen führen.
- OKR beschreiben die Strategieumsetzung, Veränderungen und Optimierungen von Prozessen und Tagesgeschäft, jedoch nicht das normale Tagesgeschäft („Business as usual“) selbst.[7]

Kai-Marian Pukall beschreibt drei Kritikpunkte, die als Schwächen oder Einschränkungen nicht übersehen werden sollten:
- Das Messbarkeits-Dilemma: Das, was erreicht werden soll, kann nicht gemessen werden und wird deshalb durch geschätzte oder leichter zu ermittelnde Ziele ersetzt. Die Unterscheidung zwischen Objectives und Key Results bildet diese Spannung ab, gleichzeitig wird suggeriert, dass durch die Erreichung der Key Results auf die Erreichung des Objectives geschlossen werden kann.
- Ungewisse Zukunft: Gemessen wird nur die Gegenwart. Je unsicherer das Umfeld ist, desto wahrscheinlicher wird sich erst rückblickend erkennen lassen, ob ein Verhalten sinnvoll war oder nicht. Je notwendiger Ziele eigentlich werden, desto größer ist gleichzeitig die Gefahr, dass sie suboptimale Ergebnisse fördern.
- Kaskadierende Ziele vs. die Natur von Organisationen: Die Annahme, dass sich die Ziele der untergeordneten Struktur aus den übergeordneten Zielen ableiten lassen, widerspricht der Natur von Organisationen, bei der sich die Gesamtrichtung eher aus einem Wechselspiel konkurrierender Kräfte ergibt.

### Risiken
Als Abgrenzung zu echten möglichen Nachteilen sind Risiken, die aber auch allgemein auf die Anwendung von Management-Systemen bestehen:
- Wenn die Einführung von OKR nicht schlüssig begründet wird, kann die Transparenz der Ziele Druck oder Unmut erzeugen.
- Fehlende Unterstützung des Managements kann OKR zum Scheitern bringen.
- Ohne Leitbild kann OKR nicht sein volles Potenzial ausschöpfen.
- Zu viele Ziele überfordern schnell Teams und das gesamte Unternehmen.
- Fehlende Disziplin (bezüglich Transparenz, Fokus, Commitment, Selbstorganisation, zeitlichem Aufwand) kann OKR zum Scheitern bringen.
- Wenn die OKR Einführung nicht aktiv als Veränderungsprojekt angesehen wird, so können Ablehnung und Missverständnisse entstehen.

### Anwendungsbereich von OKR in Unternehmen
Die Anwendung von OKR kann sich auf ein gesamtes Unternehmen beziehen oder in organisatorisch abgegrenzten Teilbereichen eingesetzt werden.
- Gesamtorganisation
- Einzelne Teams oder Abteilungen
- Hierarchische Struktur von OKRs
- OKRs für spezifische Produkte, Projekte und Entwicklungsvorhaben

Auch kann sich die Anwendung von OKRs auf den Lebenszyklus einer Unternehmung beziehen
- OKRs für Gründungsvorhaben
- Startup und Unternehmensaufbau
- Steuerung etablierter Unternehmen

## Geschichte
OKRs wurden zuerst in den 1970er Jahren bei Intel als iMBO (Intel Management by Objectives) eingeführt, als Intel-Mitgründer Andrew Grove das System in Anlehnung an Managementmethoden wie MBO (Management by Objectives) und SMART (Specific Measurable Achievable Reasonable Time Bound) entwickelte. Eine breitere Aufmerksamkeit erfuhr OKR durch den Einsatz beim Suchmaschinenanbieter Google, der die Methode seit 1999 nutzt und seitdem dauerhaft im Einsatz hat.
Durch die Arbeit des bekannten US-Managers John Doerr, der die OKR-Methode mit seiner Beteiligungsgesellschaft Kleiner Perkins Caufield & Byers proklamierte, setzten mit der Zeit weitere bekannte Wachstumsunternehmen den Ansatz ein, darunter das Business-Netzwerk LinkedIn oder der Spieleentwickler Zynga.
Für die Umsetzung des Rahmenwerks sind gängige Intranetlösungen zur Datenablage genügend, dennoch haben sich mit der zunehmenden Verbreitung auch eine ganze Reihe von Software-Werkzeugen zur Umsetzung von OKR etabliert.